# Selahattin Karasu
Selahattin Karasu (* 10. März 1954 in Prilep) ist ein ehemaliger türkischer Fußballspieler und -trainer. Er spielte einen Großteil seiner Karriere für Adanaspor und war während dieser Zeit an der Vizemeisterschaft der Erstligasaison 1980/81 beteiligt, dem größten Erfolg der Klubhistorie. Er spielte drei Spielzeiten für Fenerbahçe Istanbul und war während dieser Zeit an einigen wichtigen Erfolgen der Vereinsgeschichte beteiligt. So war er Teil jener Fenerbahçe-Mannschaft, die in der Saison 1973/74 mit dem Gewinn türkischen Meisterschaft und des türkischen Pokals zum zweiten Mal in der Vereinsgeschichte das türkische Double holen konnte. Durch die Meisterschaft der Saison 1974/75 war er auch Teil jener Mannschaft, die die zweite Titelverteidigung der Vereinsgeschichte erzielte.

## Spielerkarriere

### Verein
Die Anfänge von Karasus Karriere sind undokumentiert. Er kam als Rumelien-Türke im jugoslawischen Prilep zur Welt. Ab dem Sommer 1971 spielte er beim belgischen Verein Royal Crossing Club de Schaerbeek.
Nachdem er zwei Spielzeiten für Royal Crossing tätig gewesen war, wechselte er zur Saison 1973/74 zum türkischen Erstligisten Fenerbahçe Istanbul. Bei seinem neuen Verein eroberte Karasu schnell einen Stammplatz. Mit seinem Verein holte er den vorsaisonal gespielten TSYD-Istanbul-Pokal, wobei er in diesem Pokal nur ein Mal zum Einsatz kam. Er konnte in seiner ersten Saison, der Saison 1973/74, mit seinem Team unter der Führung des brasilianische Trainers Valdir Pereira die türkische Meisterschaft und zusätzlich den Türkischen Pokal holen. Dadurch gehörte Karasu zu jenem Kader Fenerbahçes, die das zweite türkische Double der Vereinsgeschichte holen konnte. Karasu absolvierte in dieser Saison 38 Pflichtspiele. Auch in seiner zweiten Saison, der Saison 1974/75, setzte ihn Pereira regelmäßig ein. In dieser Spielzeit gelang Karasus Mannschaft die Titelverteidigung in der türkischen Meisterschaft, die zweite Titelverteidigung der Vereinsgeschichte. Zudem gewann Karasu in dieser Spielzeit mit seinem Team den Präsidenten-Pokal. Nach diesen Erfolgen startete Fenerbahçe zwar mit Valdir Pereira in die nächste Saison, ersetzte diesen jedoch nach zwei Spieltagen durch Abdulah Gegić. Unter diesem Trainer führte die Mannschaft über lange Zeit die Tabelle an, verspielte die Meisterschaft in den letzten Spieltagen an Trabzonspor und wurde Vizemeister. In dieser Saison verlor Karasu seinen Stammplatz, wurde aber als Ergänzungsspiele regelmäßig eingewechselt.
Nachdem die zweite Titelverteidigung verspielt wurde, beschloss die Vereinsführung von Fenerbahçe eine große Kaderumgestaltung. Da Karasu in der letzten Saison seinen Stammplatz verloren hatte, nahm er im Sommer 1976 das Angebot von Adanaspor an und wechselte zu diesem südtürkischen Erstligisten. Bei diesem Verein gehörte er zwar von Beginn an zu den wichtigen Leistungsträgern, konnte aber in seiner zehnjährigen Tätigkeit keine Saison verletzungsbedingt über 30 Ligaspiele absolvieren. Nachdem er in seiner ersten Saison mit Adanaspor den Klassenerhalt erst am letzten Spieltag erreicht hatte, beendete er mit seinem Team die Saison 1977/78 als Tabellenvierter und wiederholte damit die bis dato beste Erstligaplatzierung. Durch diese Platzierung qualifizierte er sich mit seiner Mannschaft auch für den UEFA-Pokal. In der Saison 1980/81 avancierte sein Verein zur Überraschungsmannschaft der Saison und spielte lange Zeit um die Meisterschaft mit, fiel aber gegen Saisonende von der Tabellenspitze ab und beendete die Saison als Vizemeister. Damit wurde die beste Erstligaplatzierung der Vereinsgeschichte erreicht. Sein Verein verfehlte zum Sommer 1984 den Klassenerhalt und stieg in die damalige zweite türkische Liga ab.
Nachdem Adanaspor in zwei Spielzeiten den Aufstieg in die 1. Lig nicht erreichen konnte, beendete Karasu im Sommer 1986 seine Karriere.

### Nationalmannschaft
Im Oktober 1973 wurde Karasu im Rahmen eines Freundschaftsspiels gegen Spanien von Nationaltrainer Coşkun Özarı zum ersten Mal für das Aufgebot der türkischen Nationalmannschaft nominiert und absolvierte in dieser Partie sein erstes A-Länderspiel. Zwei Jahre später debütierte er auch für die türkischen U-21-Nationalmannschaft.
Insgesamt absolvierte er drei U-21-Länderspiele und ein A-Länderspiel.

## Trainerkarriere
In der Saison 1989/90 übernahm Karasu bei Adanaspor das Co-Trainer-Amt und assistierte damit dem Cheftrainer Đorđe Milić. Im Februar 1991 übernahm er interimsweise bei Adanaspor das Amt des Cheftrainers und ersetzte Gündüz Tekin Onay.

## Erfolge
Mit Fenerbahçe Istanbul
- Türkischer Meister: 1973/74, 1974/75
- Türkischer Vizemeister: 1975/76
- Türkischer Pokalsieger: 1973/74
- Präsidenten-Pokalsieger: 1974/75
- TSYD-Istanbul-Pokalsieger: 1973/74, 1975/1976

Mit Adanaspor
- Vizemeister der Süper Lig: 1980/81
- Tabellenvierter der Süper Lig: 1977/78